# 1872年美國總統選舉
1872年美國總統選舉（1872 United States presidential election）是第22屆美國總統選舉，由時任共和黨總統尤利西斯·格蘭特對上取得民主黨支持的自由共和黨籍候選人霍勒斯·格里利。
格蘭特獲得將近360萬張普選票，以55.6%得票率擊敗格里利。而格里利在選舉日僅過了24天後便去世，當時各州的選舉人團尚未投下選舉人票；最終原本應由格里利拿下的66張選舉人票中有42張投給了民主黨的印第安納州參議員托馬斯·A·亨德里克斯，18張投給了自由共和黨的副總統候選人班傑明·格拉茲·布朗，2張投給了民主黨籍的查爾斯·J·詹金斯，1張投給了時任聯邦最高法院大法官大衛·戴維思。還有3張選舉人票仍投給格里利，但因為他已去世而被列為無效票。